# Dumitru Oprea
Dumitru Oprea (n. 10 octombrie 1952, Mănești, România) este un economist român, care a îndeplinit funcția de rector al Universității „Al. I. Cuza” din Iași (2000-2008), devenind în 2007 membru al Parlamentului European din partea României.

## Cariera profesională
Dumitru Oprea s-a născut la data de 10 octombrie 1952, în comuna Mănești (județul Prahova). A absolvit Liceul Economic din Ploiești, Secția Planificare-Contabilitate (1967-1971) și apoi Facultatea de Științe Economice, specializarea Finanțe-Contabilitate din cadrul Universității „Al. I. Cuza” din Iași (1971-1975).
Între anii 1975-1979, efectuează un stagiu în producție ca economist la Trustul de Construcții Industriale din Ploiești. Din anul 1979, este încadrat ca asistent universitar la Facultatea de Științe Economice din cadrul Universității „Al. I. Cuza” din Iași. În anul 1986, obține titlul științific de Doctor în economie la Academia de Studii Economice din București, specializarea Contabilitate, cu teza de doctorat Model de calculație a costurilor normate în condițiile prelucrării automate a datelor.
După Revoluția din decembrie 1989, Dumitru Oprea urcă pe treptele ierarhiei didactice: lector universitar (1990), conferențiar (1991) și profesor universitar (1994). În anul 1997, devine conducător de doctorat, în domeniul Informatică Economică, la Universitatea „Al. I. Cuza” din Iași. 
Profesorul Dumitru Oprea a participat la o serie de stagii de perfecționare dintre care menționăm: 
- cursuri speciale ale contabililor publici autorizați și experților contabili (1991)
- stagiu de perfecționare în contabilitate și informatică de gestiune, bursier Fulbright (august 1991 - martie 1992) la Rutgers University - Newark, New Jersey
- stagiu de perfecționare în domeniul întreprinderilor mici și mijlocii, Omaha, statul Nebraska (1993)
- stagiu de perfecționare în domeniul administrației publice, Omaha, statul Nebraska (1994)
- stagii în cadrul programului Tempus la Universitățile din Barcelona, Manchester, Murcia etc.
- curs certificat de Agent de Dezvoltare Locală la Institutul Român de Management din București (ianuarie - mai 1995)
- European Entrepreneurship Colloquium on Participant-Centered Learning, Harvard Business School, Boston, MA 02163, USA (21-29 iulie 2006)

## Funcții manageriale
Din septembrie 1992 deține funcția de Director Executiv al Centrului Româno-American de Dezvoltare a Întreprinderilor Private (CRADIP) din Iași. Apoi, între anii 1994-1998, este agent de Dezvoltare Locală în cadrul programelor PAEM/PHARE. În anul 1998, obține titlul de Expert evaluator și membru în comisiile de specialitate CNCSIS.
În ianuarie 1996, prof. univ. dr. Dumitru Oprea este ales în funcția de decan al Facultății de Economie și Administrarea Afacerilor din Iași (FEAA). În anul 1998, devine fondatorul și Director al Școlii Economice Postuniversitare "ELITEC". 
În decembrie 1999, decanul Facultății de Economie și Administrarea Afacerilor, prof. dr. Dumitru Oprea, a fost ales în funcția de rector al Universității „Al. I. Cuza” din Iași. A fost reales în aceeași funcție în decembrie 2003, pentru al doilea (și ultimul posibil) mandat de patru ani.
În anul 1999, este numit Expert-evaluator al Comisiei Europene pe componentele Tehnologiile Societății Informaționale, Știința în societate, Regiunile cunoașterii, Activități de cercetare specifice pentru IMM-uri, Cercetarea la frontieră, Programele Cadru 5, 6, 7 (FP5, FP6 și FP7). Este membru al Asociației Generale a Economiștilor din România (AGER) și Expert contabil, înscris în Tabloul Experților Contabili din România.
În anul 2006, a devenit Subject Matter Expert pentru PMI Standards Committee, ca expert pentru revizuirea formei finale a Project Manager Competency Development Framework, Project Management Institute, S.U.A. 
În prezent, rectorul Dumitru Oprea predă cursurile de Sisteme informațional-contabile, Managementul proiectelor, Protecția și securitatea sistemelor informaționale.

## Activitatea politică
Înscris în Partidul Național Liberal, prof. Oprea a fost membru în Delegația Permanentă a acestui partid (2001-2004). În anul 2002, rectorul Dumitru Oprea a fost ales în funcția de președinte al Organizației Județene Iași a Partidului Național Liberal (PNL), în funcția de vicepreședinte fiind ales prof. dr. Vasile Cocriș, succesorul lui Oprea ca decan al Facultății de Economie și Administrarea Afacerilor din Iași. 
Cu puțin timp înaintea alegerilor locale din 2004, Dumitru Oprea s-a retras din funcția de președinte al filialei județene Iași a Partidului Național Liberal, ca urmare a neînțelegerilor privind candidatul PNL la Primăria municipiului Iași.
În octombrie 2006, rectorul Dumitru Oprea, a fost prezent la lansarea Platformei Liberale a lui Theodor Stolojan, care a precedat înființării Partidului Liberal Democrat. Dumitru Oprea a devenit liderul local al PLD. Ca urmare a acestei acțiuni, rectorul Oprea a fost exclus din rândurile Partidului Național Liberal.
După înscrierea Partidului Liberal Democrat, Dumitru Oprea a îndeplinit funcțiile de președinte interimar (martie - septembrie 2007) și apoi președinte (din septembrie 2007) a Organizației Județene PLD Iași. 
La alegerile europarlamentare din 25 noiembrie 2007, a fost ales ca deputat în Parlamentul European pentru mandatul 2007-2009, candidând pe listele Partidului Liberal Democrat pe poziția 2. Este membru al Grupului Partidului Popular European (Creștin-Democrat) și al Democraților Europeni, membru al Comisiei pentru cultură și educație și membru supleant în Comisia pentru control bugetar.
După fuziunea dintre Partidul Democrat și Partidul Liberal Democrat, profesorul Dumitru Oprea a fost desemnat președintele organizației municipale PD-L Iași și candidatul oficial al PD-L la Primăria municipiului Iași. La alegerile locale din 1 iunie 2008, Dumitru Oprea a candidat pentru un mandat de primar al municipiului Iași și a obținut 38,10% din totalul voturilor valid exprimate, aflându-se pe locul II în topul preferințelor alegătorilor după primarul în funcție, Gheorghe Nichita . În turul II de scrutin din 15 iunie 2008, Dumitru Oprea a obținut un procentaj de 45,8% din voturile ieșenilor, pierzând alegerile în fața primarului Nichita .

## Distincții
Ca o recunoaștere a meritelor sale, prof. Dumitru Oprea a fost distins cu următoarele ordine și titluri:
- Cetățean de Onoare al Statului Nebraska, S.U.A. (1993)
- Doctor Honoris Causa al Universității Nebraska din Omaha, S.U.A. (2002)
- Ordinul Național „Pentru Merit” în grad de Mare Cruce acordat de către Președinția României (2000)
- Crucea Patriarhală, conferită de Patriarhul României, Prea Fericitul Teoctist (13 octombrie 2005)

## Lucrări publicate
Dumitru Oprea este autorul mai multor lucrări în domeniul informaticii economice și al managementului proiectelor. Dintre acestea menționăm:
- Prelucrarea electronică a informației financiar-contabile (în colaborare, Ed. Universității „Al. I. Cuza” Iași, 1981),
- Limbaje de programare și bănci de date (în colaborare, Ed. Universității „Al. I. Cuza”, Iași, 1990),
- Bazele informaticii economice (în colaborare, Ed. Universității „Al. I. Cuza”, Iași, 1990),
- Inițiere în Lotus 1-2-3 (Ed. Universității „Al. I. Cuza”, Iași, 1993),
- Premisele și consecințele informatizării contabilității (Ed. Graphix, Iași, 1995),
- CASE. Proiectarea asistată de calculator a sistemelor informatice (în colaborare, Ed. Universității „Al. I. Cuza”, Iași, 1998),
- Analiza și proiectarea sistemelor informaționale economice (Ed. Polirom, Iași, 1999),
- Managementul proiectelor. Teorie și cazuri practice (Ed. Sedcom Libris, Iași, 2001),
- Protecția și securitatea sistemelor informaționale (Ed. Polirom, Iași, 2002),
- Sisteme informaționale pentru afaceri (în colaborare, Ed. Polirom, Iași, 2002),
- Sisteme informaționale pentru manageri (în colaborare, Ed. Polirom, Iași, 2002),
- Protecția și securitatea informațiilor (Ed. Polirom, Iași, 2003).
- Sisteme informaționale contabile (2 vol., Ed. Universității „Al. I. Cuza”, Iași, 2003-2004) etc.